# Porsche Taycan
Porsche Taycan – elektryczny samochód osobowy klasy wyższej produkowany pod niemiecką marką Porsche od 2019 roku.

## Historia i opis modelu

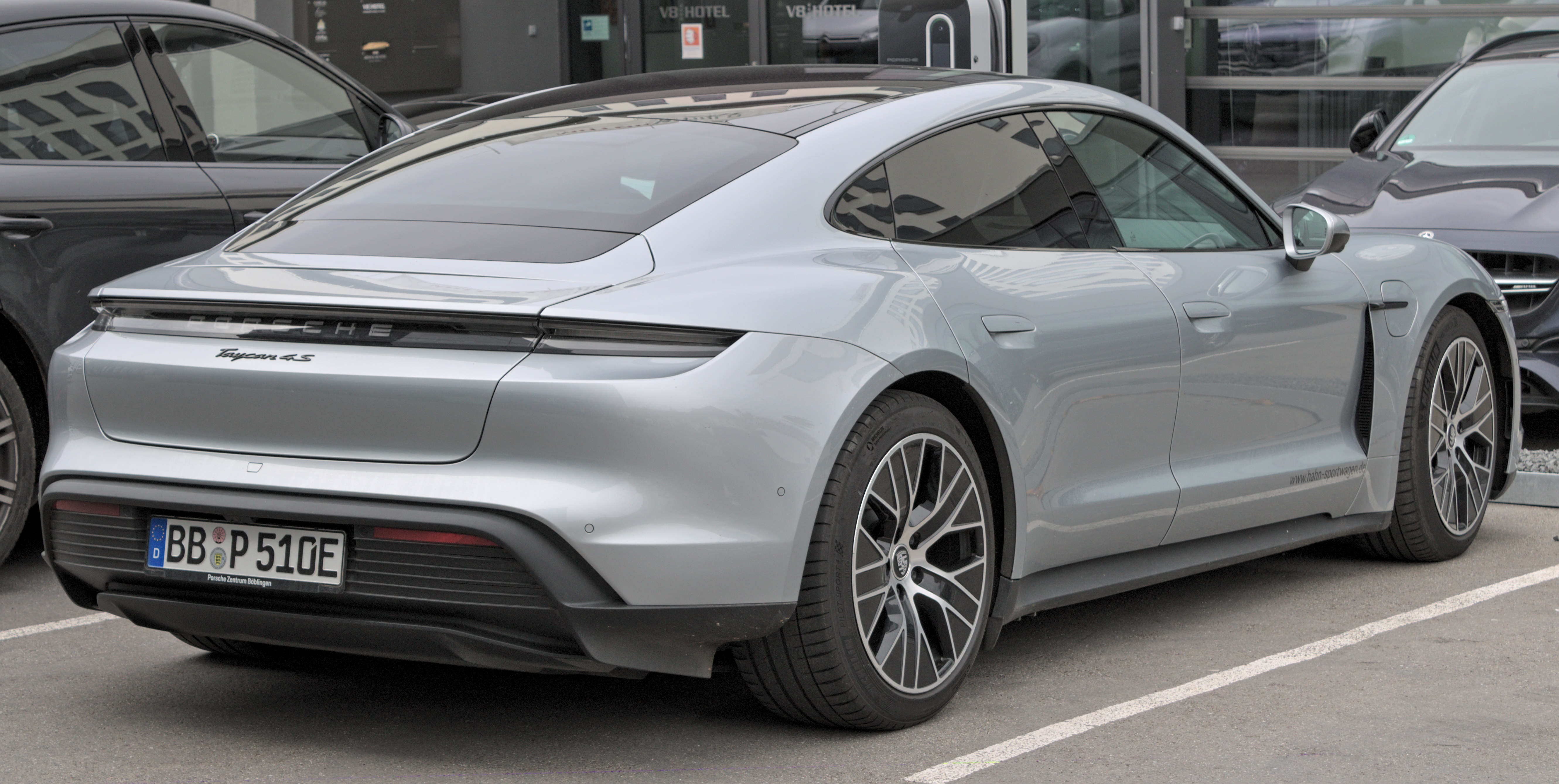
Porsche Taycan 4S – tył

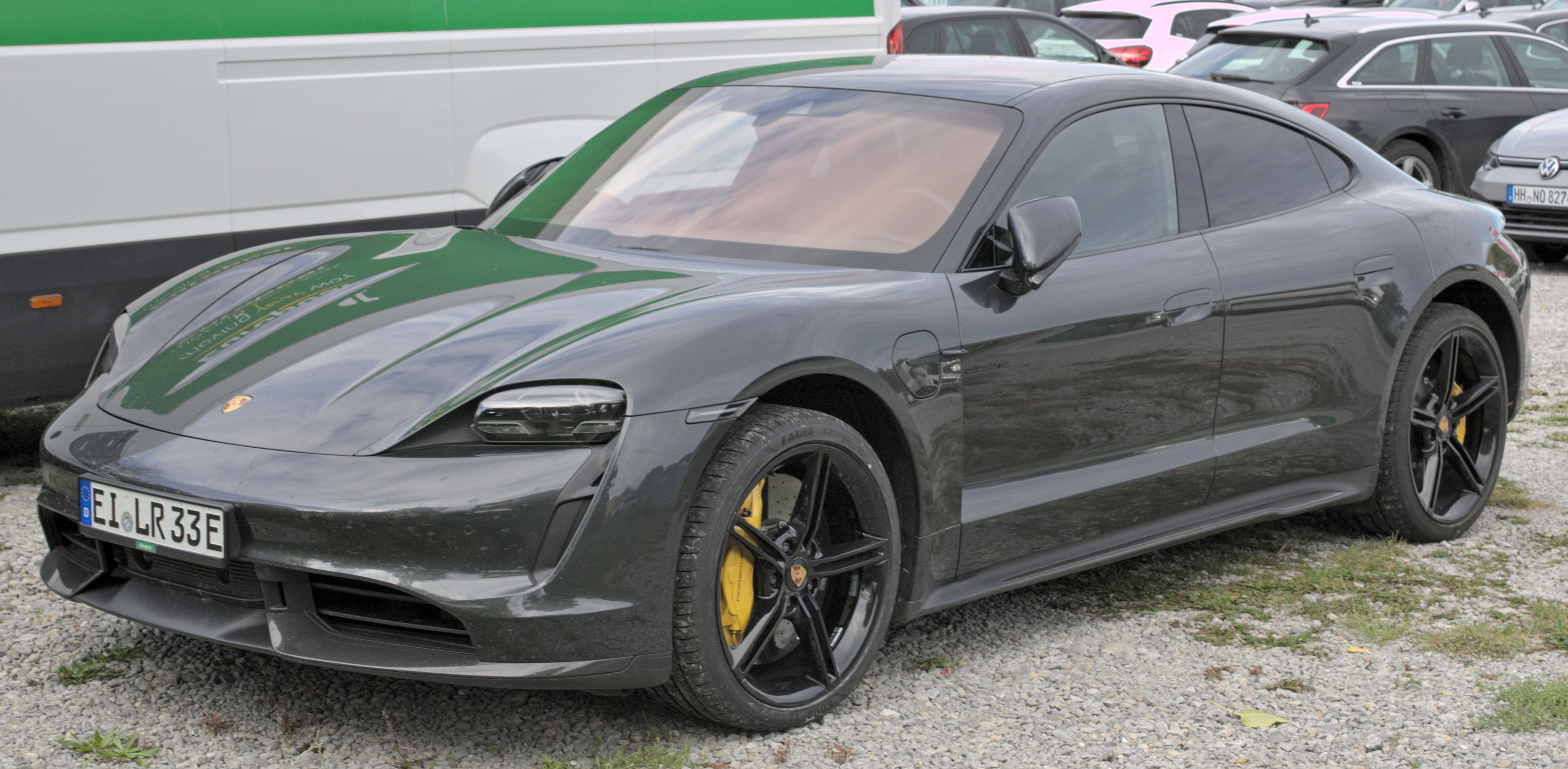
Porsche Taycan Turbo S

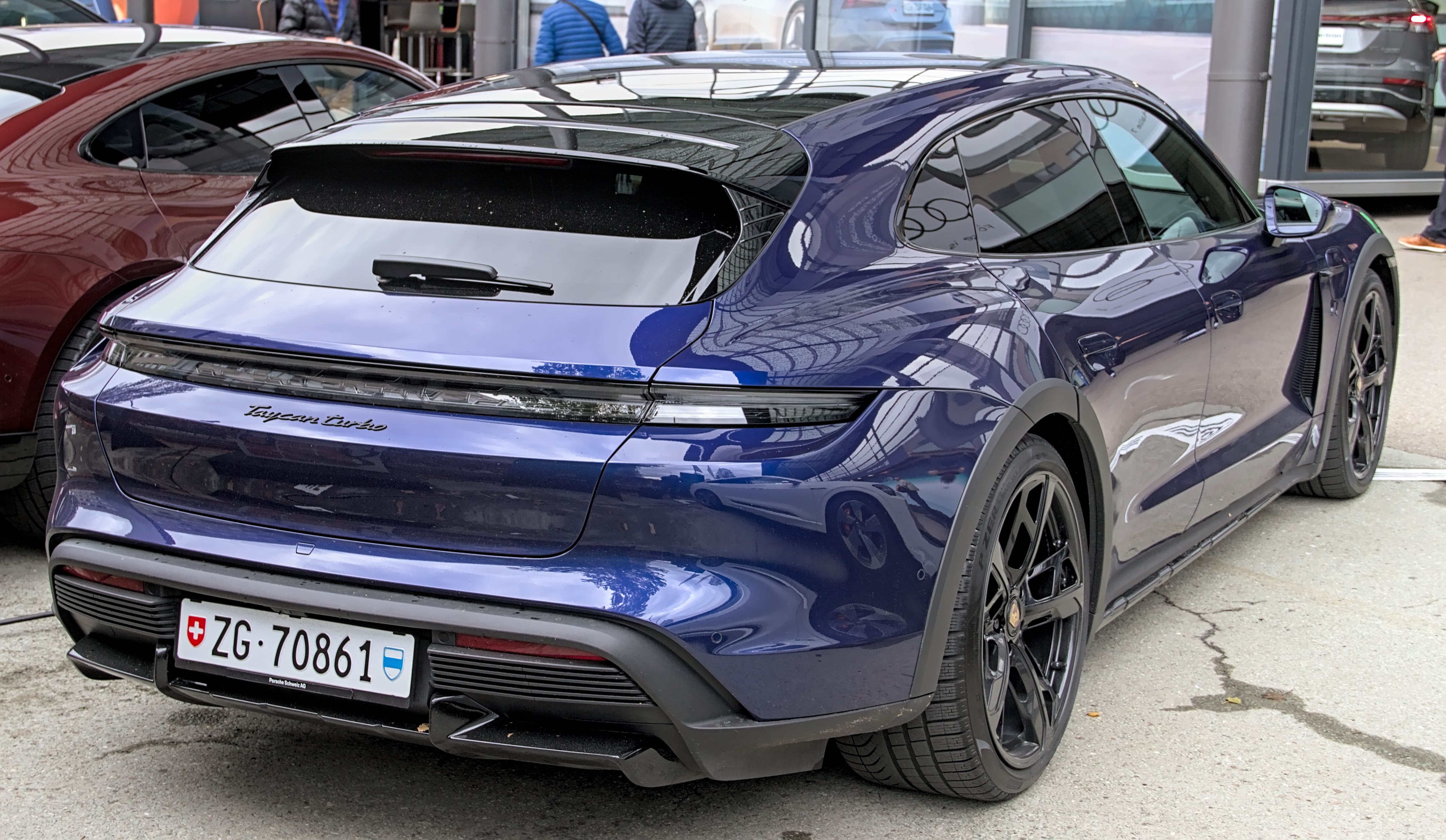
Porsche Taycan Cross Turismo - tył

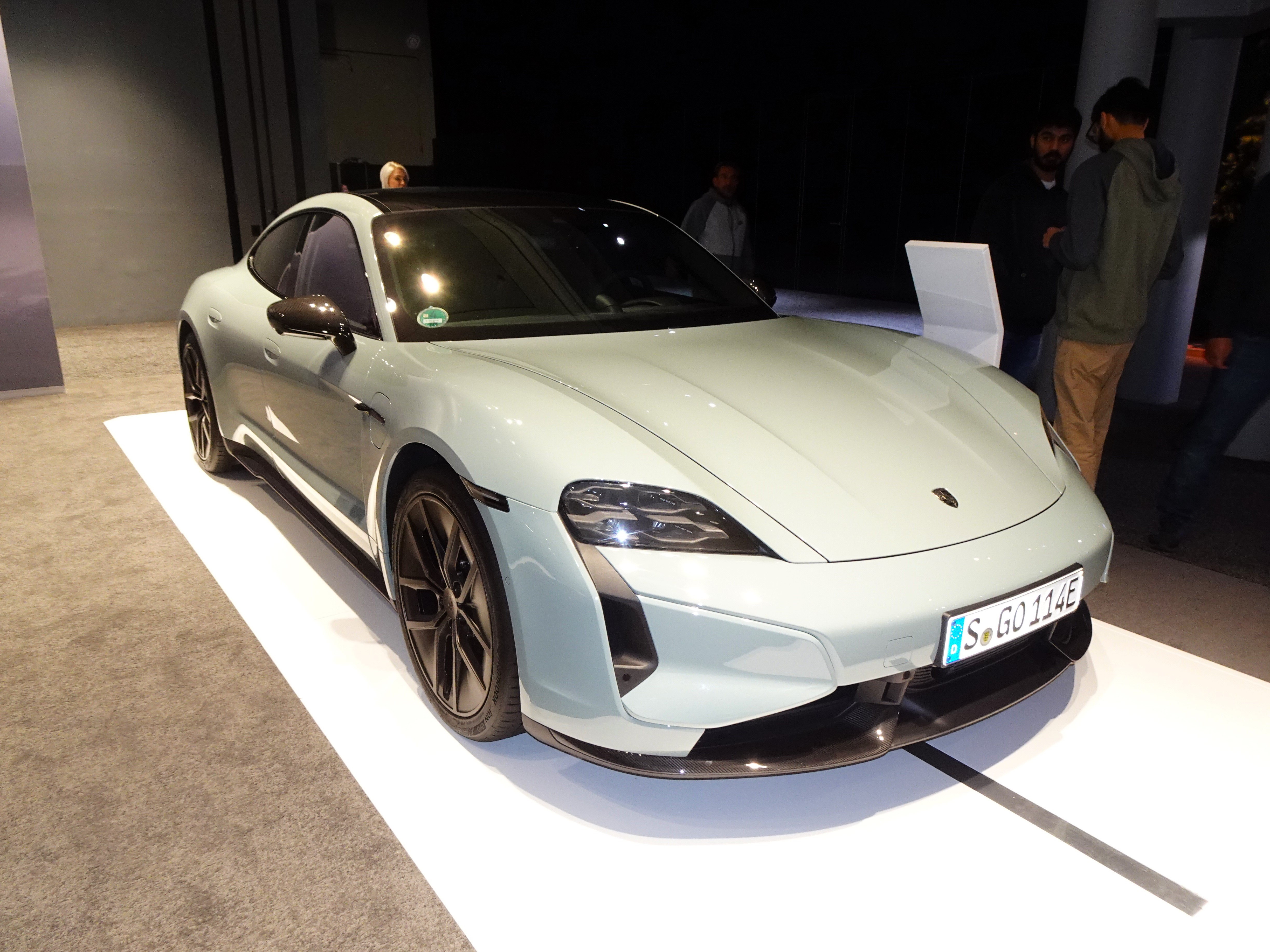
Porsche Taycan Turbo S po liftingu

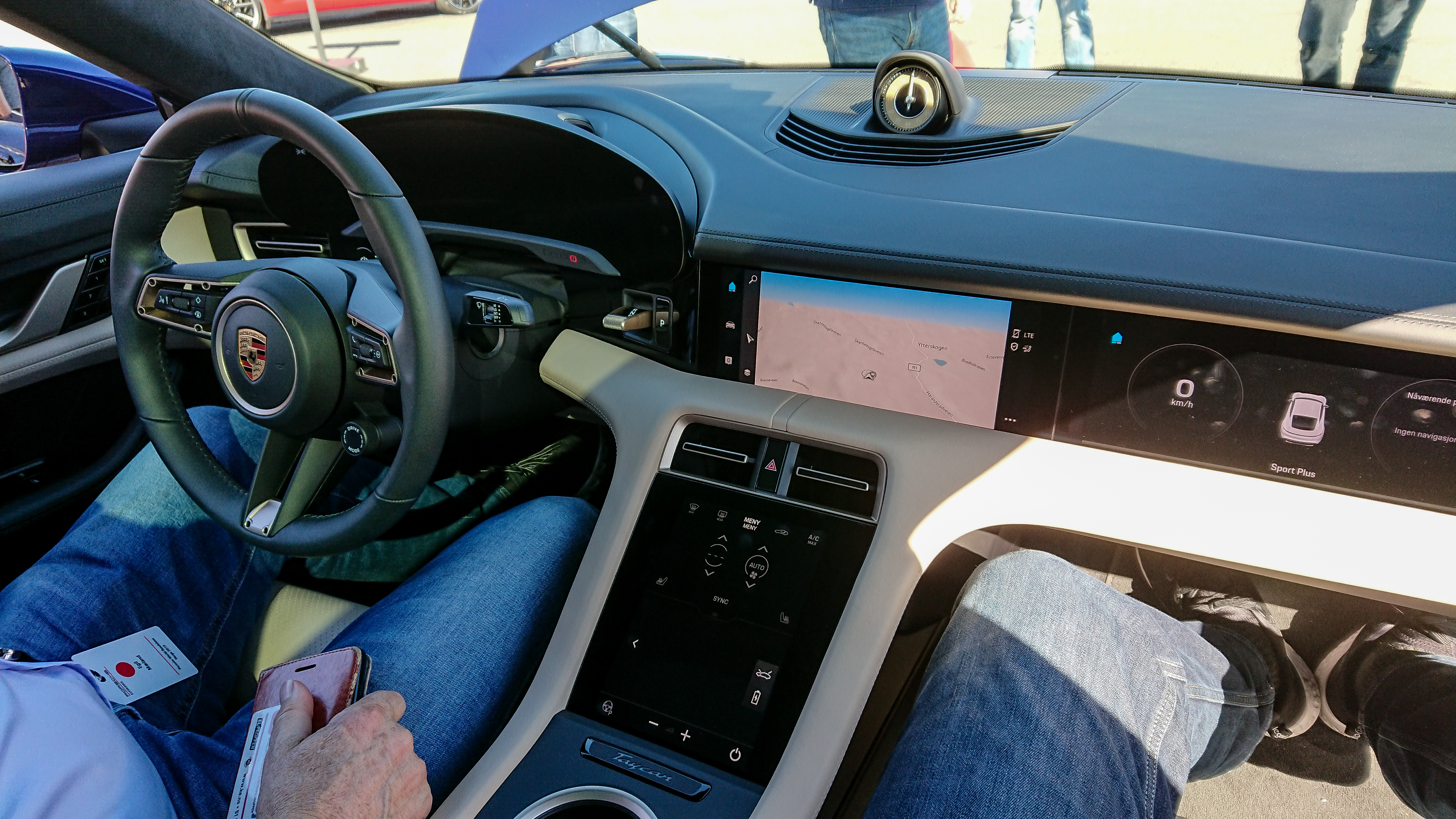
Porsche Taycan - kokpit

Taycan to pierwszy w historii Porsche samochód elektryczny zbudowany całkowicie od podstaw w tym celu. Pierwszą zapowiedzią tego modelu był przedstawiony we wrześniu 2015 roku prototyp Porsche Mission E Concept, który zwiastował zarówno rozwiązania techniczne, jak i kluczowe proporcje nadwozia oraz akcenty stylistyczne. 
Po trwających ponad 4 lata testach prototypowych i potem przedprodukcyjnych egzemplarzy w skrajnych warunkach atmosferycznych, oficjalna prezentacja nowego modelu o ujawnionej rok wcześniej nazwie Taycan miała miejsce we wrześniu 2019 roku. Samochód miał światowy debiut na Salonie we Frankfurcie, a pierwsze egzemplarze trafiły do testów miesiąc później.
Porsche Taycan to 4-drzwiowy sedan, który wyraźnie odróżnia się od innych spalinowych modeli marki. Projektanci użyli takich zabiegów stylistycznych, jak masywne nadkola, połączony ze sobą pas oświetlenia z tyłu i charakterystyczne reflektory z „wcięciami”. Kokpit wykonano w całości z ekranów dotykowych, montując zarazem zegary w klasycznym kształcie nawiązującym do innych modeli marki.
Jeszcze przed premierą, w lipcu 2019 roku, na samochód zebrano ponad 30 tysięcy zamówień. Oficjalny cennik w Polsce ujawniono kilka dni po wrześniowej premierze – zaczyna się on od 653 tysięcy złotych.

### Lifting
W lutym 2024 roku samochód przeszedł modernizację. Zewnętrzne zmiany przeszedł głównie pas przedni, koncentrując się na przeprojektowanym zderzaku z innym układem wlotów powietrza w zderzaku i pozbawieniem charakterystycznej prostopadłej "łezki" pod reflektorem. Zmianę obeszły także wkłady reflektorów, wykonane w technogii matrycowej. Na kierownicy zamieszczono przełącznik trybów jazdy, a system multimedialny zyskał nowe, zaktualizowane oprogramowanie. 
Taycan po modernizacji przeszedł także modyfikacje techniczne. W akumulatorach zoptymalizowano gęstość energii i zwiększono ich pojemność do 105 kWh, dając tym samym zasięg większy o 35%. Według danych producenta, skrócił się też czas ładowania, pozwalając uzupełnienie od 10 do 80% stanu baterii w 18 minut. Gama elektrycznego Porsche stała się również mocniejsza na czele z topowym Taycanem Turbo S. Ten rozwinął do 952 KM mocy i 2,4 sekundy sprintu od 0 do 100 km/h, stając się wówczas najszybszym i najmocniejszym seryjnie produkowanym modelem firmy w historii.

### Taycan Cross Turismo
Już na półtora roku przed premierą seryjnego Porsche Taycana w 4-drzwiowym wariancie, producent przedstawił studyjną wariację na temat jego przestronniejszej, 5-drzwiowej odmiany. Posłużył za to prototyp przedstawiony w marcu 2018 roku podczas Geneva Motor Show, którego wejście do seryjnej produkcji we wówczas nieokreślonym terminie potwierdzono oficjalnie w październiku 2018 roku.
Seryjny model pod nazwą Porsche Taycan Cross Turismo zadebiutował na początku marca 2021 roku, charakteryzując się wyżej poprowadzoną linią dachu, większym przedziałem bagażowym i większą o 47 milimetrów przestrzenią dla pasażerów tylnego rzędu siedzeń, nawiązując jednocześnie do samochodów typu shooting brake. Ponadto, samochód zaoferuje także większy prześwit i opcjonalne nakładki na nadwozie w stylu samochodów typu crossover.

### Taycan Turbo GT
W marcu 2024 zaprezentowana została topowa, wyczynowa odmiana Turbo GT, która przeszła obszerne modyfikacje pod kątem wizualnym oraz technicznym. Samochód otrzymał zmodyfikowane zderzaki, dodatkowe wloty powietrza, nakładki na progi, rozbudowany dyfuzor, obniżone sportowe zawieszenie oraz duże, tylne skrzydło zapewniające lepszy docisk. Masa pojazdu została obniżona o 75 kilogramów, z kolei moc pojazdu została zwiększona do 1100 KM i 1340 Nm maksymalnego momentu obrotowego. Pozwoliło to na osiągnięcie 100 km/h w 2,2 sekundy, 200 km/h w 4,3 sekundy i rozpędzenie się do 290 km/h. Opcjonalnie v-max może wynieść 305 km/h. Bateria o pojemności 105 kWh ma pozwolić na przejechanie na jednym ładowaniu do 555 kilometrów w trybie pomiarowym WLTP.

### Sprzedaż
W ciągu trzech pierwszych kwartałów 2021 roku, pierwszy raz w historii liczba sprzedanych modeli elektrycznego Taycan przekroczyła sprzedaż modelu Porsche 911. Od stycznia do września 2021 r. Porsche sprzedało na całym świecie łącznie 28 640 egzemplarzy elektrycznego samochodu. Był to wzrost o 13% w ujęciu rok do roku. W tym czasie sprzedaż jednego z najbardziej rozpoznawalnych modeli Porsche - 911 - sięgnęła 27 972 egzemplarzy

### Dane techniczne
Porsche Taycan zadebiutowało w dwóch wariantach napędowych. Model Turbo wyposażony był w baterię o pojemności 93,4 kWh, rozwija moc 680 KM, a 100 km/h rozwija w 3,2 sekundy. Zasięg na jednym ładowaniu wynosi według danych producenta maksymalnie ok. 450 kilometrów. Mocniejsza, Turbo S, ma akumulator o pojemności 93,4 kWh, mocy 761 KM, osiąga 100 km/h w 2,8 sekundy i prędkość maksymalną 260 km/h. Zasięg wynosi ok. 412 kilometrów. Z takimi parametrami technicznymi nie tylko pod kątem wymiarów, ale i osiągów Porsche Taycan Turbo S to konkurent przede wszystkim dla Tesli Model S.
W październiku 2019 roku ofertę uzupełnił podstawowy wariant Taycan 4S dostępny w dwóch konfiguracjach: z baterią o pojemności 79,2 kWh lub 93,4 kWh i mocy 530 KM lub 571 KM. Zasięg pierwszej wynosi ok. 407 kilometrów, a mocniejszej - 463 kilometry. W obu przypadkach za to przyśpieszenie od 0 do 100 km/h wynosi 4 sekundy, a prędkość maksymalną ograniczono do 250 km/h.
W styczniu 2021 roku do sprzedaży trafiła czwarta, jeszcze tańsza i najmniej wyczynowa odmiana nazywająca się po prostu Taycan. Wyposażona została ona w tylny napęd, baterię o pojemności 79,2 kWh i moc 326 KM. Pojazd w tej konfiguracji rozwija 100 km/h w 5,4 sekundy i maksymalnie rozpędza się do 230 km/h, z kolei zasięg na jednym ładowaniu wynosi ok. 430 kilometrów.